# Campionati europei di slittino 2019
I Campionati europei di slittino 2019 sono stati la cinquantesima edizione della rassegna continentale europea, manifestazione organizzata dalla Federazione Internazionale Slittino. Si tennero il 9 e il 10 febbraio 2019 a Oberhof, in Germania, sulla pista omonima, la stessa sulla quale si svolsero le rassegne continentali del 1979, del 1998, del 2004 e del 2013; furono disputate gare in quattro differenti specialità: nel singolo uomini, nel singolo donne, nel doppio e nella prova a squadre.
Anche questa edizione, come ormai da prassi iniziata nella rassegna di Paramonovo 2012, si svolse con la modalità della "gara nella gara" contestualmente all'ottava e penultima tappa della Coppa del Mondo 2018/2019 premiando gli atleti europei meglio piazzati nelle suddette quattro discipline.
Vincitrice del medagliere fu la nazionale tedesca, che conquistò due titoli sui quattro in palio e sei medaglie sulle dodici assegnate in totale: quelle d'oro furono ottenute da Natalie Geisenberger nell'individuale femminile e da Tobias Wendl e Tobias Arlt nel doppio; nel singolo maschile il primo posto fu appannaggio del russo Semën Pavličenko mentre nella prova a squadre la vittoria andò alla squadra italiana formata da Andrea Vötter, Dominik Fischnaller, Ivan Nagler e Fabian Malleier.
Gli atleti che riuscirono a salire per due volte sul podio in questa rassegna continentale furono i tedeschi Geisenberger, Wendl e Arlt e i fratelli lettoni Andris e Juris Šics.

## Risultati

### Singolo uomini
La gara fu disputata il 9 febbraio 2019 nell'arco di due manches e presero parte alla competizione 30 atleti (di cui 4 non superarono la Nations Cup, gara di qualificazione disputata il venerdì precedente) in rappresentanza di 13 differenti nazioni; campione uscente era il russo Semën Pavličenko, che riconfermò il titolo anche in questa edizione conquistando così il quarto oro europeo nella specialità, davanti al connazionale Roman Repilov, al suo terzo podio continentale, e al lettone Kristers Aparjods, alla sua prima medaglia europea.

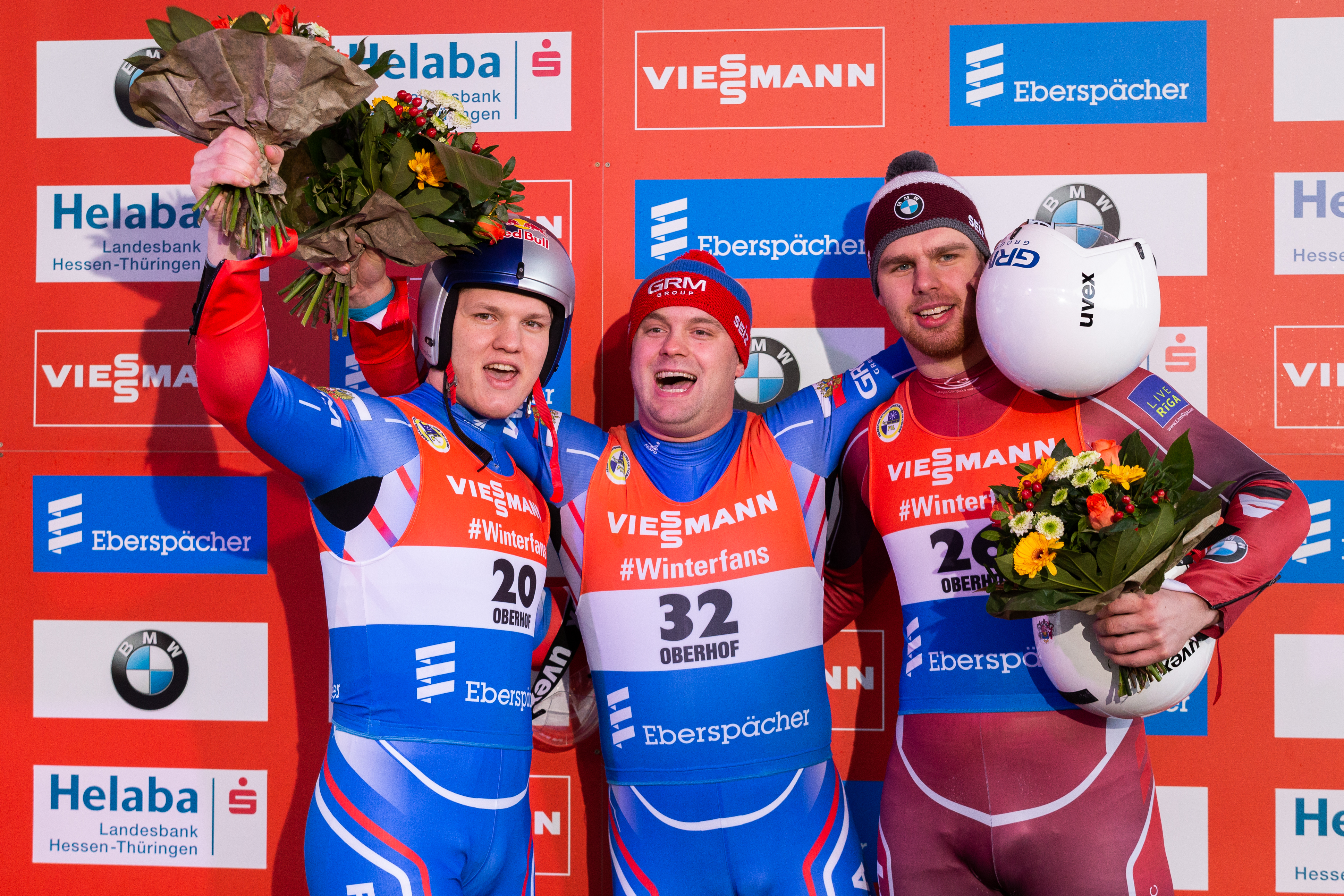
Repilov, Pavličenko e Aparjods festeggiano durante la cerimonia floreale

| Pos. | Atleti              | Nazione  | Tempo    | Distacco |
| ---- | ------------------- | -------- | -------- | -------- |
|      | Semën Pavličenko    | Russia   | 1'26"203 |          |
|      | Roman Repilov       | Russia   | 1'26"247 | +0"044   |
|      | Kristers Aparjods   | Lettonia | 1'26"384 | +0"181   |
| 4    | Reinhard Egger      | Austria  | 1'26"399 | +0"196   |
| 5    | Johannes Ludwig     | Germania | 1'26"445 | +0"242   |
| 6    | David Gleirscher    | Austria  | 1'26"476 | +0"273   |
| 7    | Felix Loch          | Germania | 1'26"481 | +0"278   |
| 8    | Dominik Fischnaller | Italia   | 1'26"576 | +0"373   |
| 9    | Chris Eißler        | Germania | 1'26"655 | +0"452   |
| 10   | Inārs Kivlenieks    | Lettonia | 1'26"775 | +0"572   |

### Singolo donne
La gara fu disputata il 10 febbraio 2019 nell'arco di due manches e presero parte alla competizione 25 atlete in rappresentanza di 12 differenti nazioni; campionessa uscente era la russa Tat'jana Ivanova, che concluse la prova al sesto posto, e il titolo fu conquistato dalla tedesca Natalie Geisenberger, al suo quarto alloro europeo dopo quelli conquistati a Cesana Torinese 2008, a Oberhof 2013 e a Schönau am Königssee 2017, davanti alle connazionali Tatjana Hüfner e Dajana Eitberger, giunte in seconda e terza posizione ed entrambe già vincitrici in passato di un titolo continentale, rispettivamente ad Altenberg 2016 e a Soči 2015.

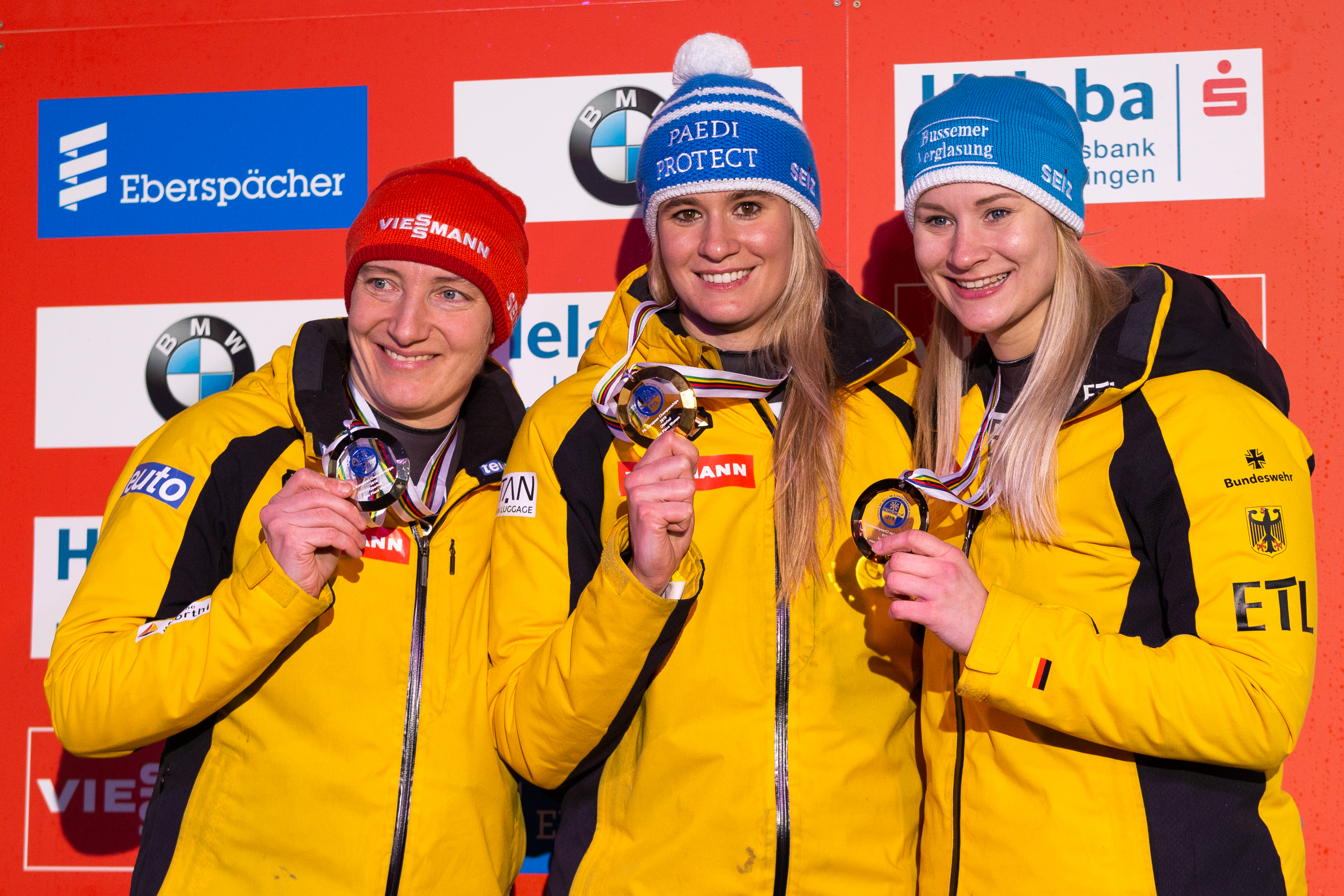
Hüfner, Geisenberger ed Eitberger sul podio durante la cerimonia di premiazione

| Pos. | Atleti               | Nazione  | Tempo    | Distacco |
| ---- | -------------------- | -------- | -------- | -------- |
|      | Natalie Geisenberger | Germania | 1'22"810 |          |
|      | Tatjana Hüfner       | Germania | 1'23"033 | +0"223   |
|      | Dajana Eitberger     | Germania | 1'23"127 | +0"317   |
| 4    | Andrea Vötter        | Italia   | 1'23"170 | +0"360   |
| 5    | Julia Taubitz        | Germania | 1'23"186 | +0"376   |
| 6    | Tat'jana Ivanova     | Russia   | 1'23"367 | +0"557   |
| 7    | Ekaterina Baturina   | Russia   | 1'23"388 | +0"578   |
| 8    | Natalie Maag         | Svizzera | 1'23"396 | +0"586   |
| 9    | Ulla Zirne           | Lettonia | 1'23"412 | +0"602   |
| 10   | Madeleine Egle       | Austria  | 1'23"416 | +0"606   |

### Doppio
La gara fu disputata il 9 febbraio 2019 nell'arco di due manches e presero parte alla competizione 15 doppi in rappresentanza di 8 differenti nazioni; campioni uscenti erano i tedeschi Toni Eggert e Sascha Benecken, che conclusero la prova al secondo posto, e il titolo fu conquistato dai connazionali Tobias Wendl e Tobias Arlt, al loro terzo alloro continentale dopo quelli ottenuti a Soči 2015 e a Schönau am Königssee 2017, mentre terza giunse la coppia lettone composta dai fratelli Andris e Juris Šics, al loro terzo podio continentale.

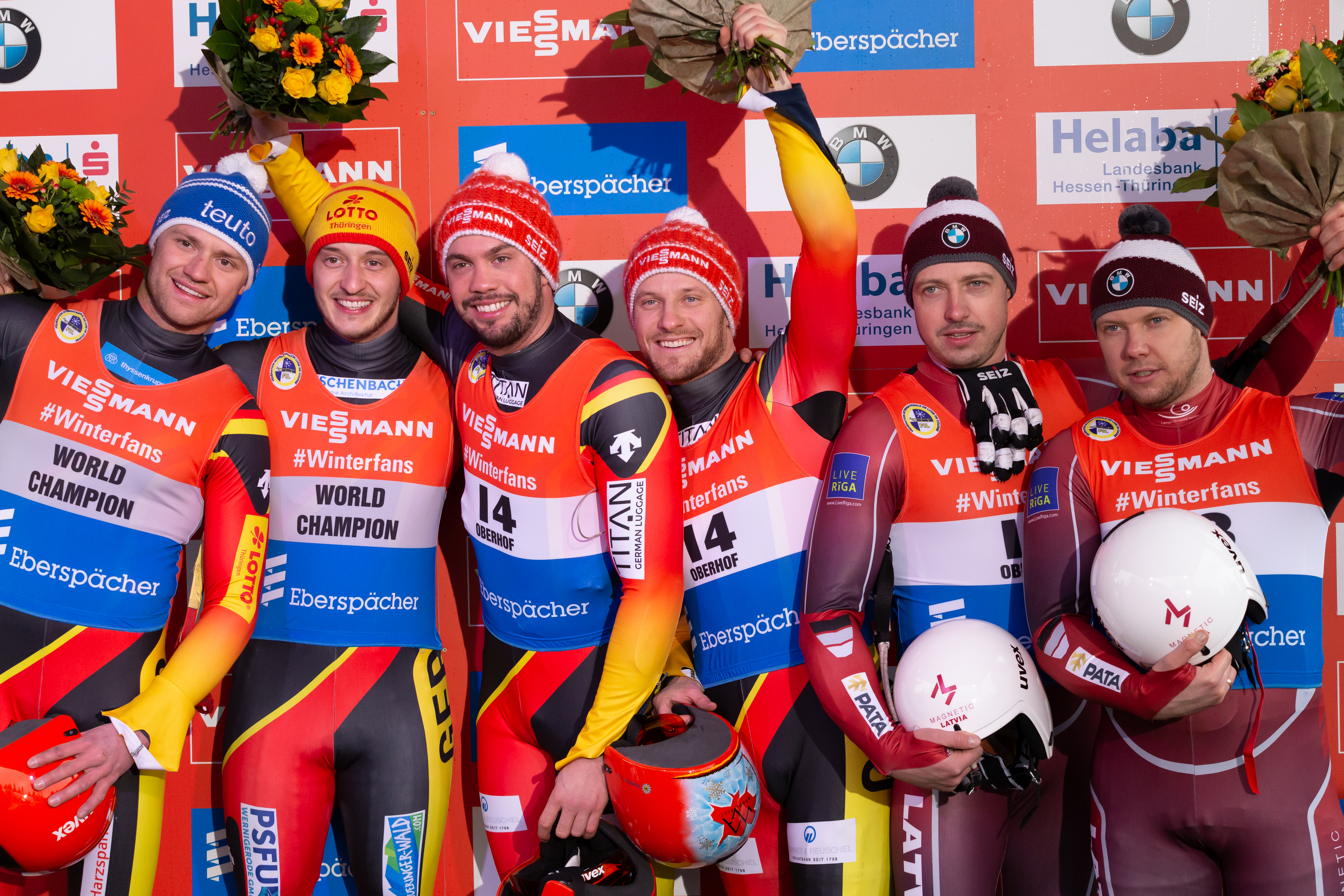
Eggert, Benecken, Wendl, Arlt, Andris Šics e Juris Šics durante la cerimonia floreale

| Pos. | Atleti                               | Nazione  | Tempo    | Distacco |
| ---- | ------------------------------------ | -------- | -------- | -------- |
|      | Tobias Wendl Tobias Arlt             | Germania | 1'21"951 |          |
|      | Toni Eggert Sascha Benecken          | Germania | 1'22"151 | +0"200   |
|      | Andris Šics Juris Šics               | Lettonia | 1'22"274 | +0"323   |
| 4    | Thomas Steu Lorenz Koller            | Austria  | 1'22"501 | +0"550   |
| 5    | Aleksandr Denis'ev Vladislav Antonov | Russia   | 1'22"689 | +0"738   |
| 6    | Kristens Putins Imants Marcinkēvičs  | Lettonia | 1'22"739 | +0"788   |
| 7    | Emanuel Rieder Simon Kainzwaldner    | Italia   | 1'22"777 | +0"826   |
| 8    | Oskars Gudramovičs Pēteris Kalniņš   | Lettonia | 1'22"842 | +0"891   |
| 9    | Vsevolod Kaškin Konstantin Koršunov  | Russia   | 1'22"952 | +1"001   |
| 10   | Vladislav Južakov Jurij Prochorov    | Russia   | 1'23"104 | +1"153   |

### Gara a squadre
La gara fu disputata il 10 febbraio 2019 e ogni squadra nazionale prese parte alla competizione con una sola formazione; nello specifico la prova vide la partenza di una "staffetta" composta da una singolarista donna e un singolarista uomo, nonché da un doppio per ognuna delle 7 formazioni in gara, che scesero lungo il tracciato consecutivamente senza interruzione dei tempi tra un atleta e l'altro; il tempo totale così ottenuto laureò campione la nazionale italiana di Andrea Vötter, Dominik Fischnaller, Ivan Nagler e Fabian Malleier davanti alla squadra tedesca composta da Natalie Geisenberger, Johannes Ludwig, Tobias Wendl e Tobias Arlt e a quella lettone formata da Elīza Cauce, Inārs Kivlenieks, Andris Šics e Juris Šics.

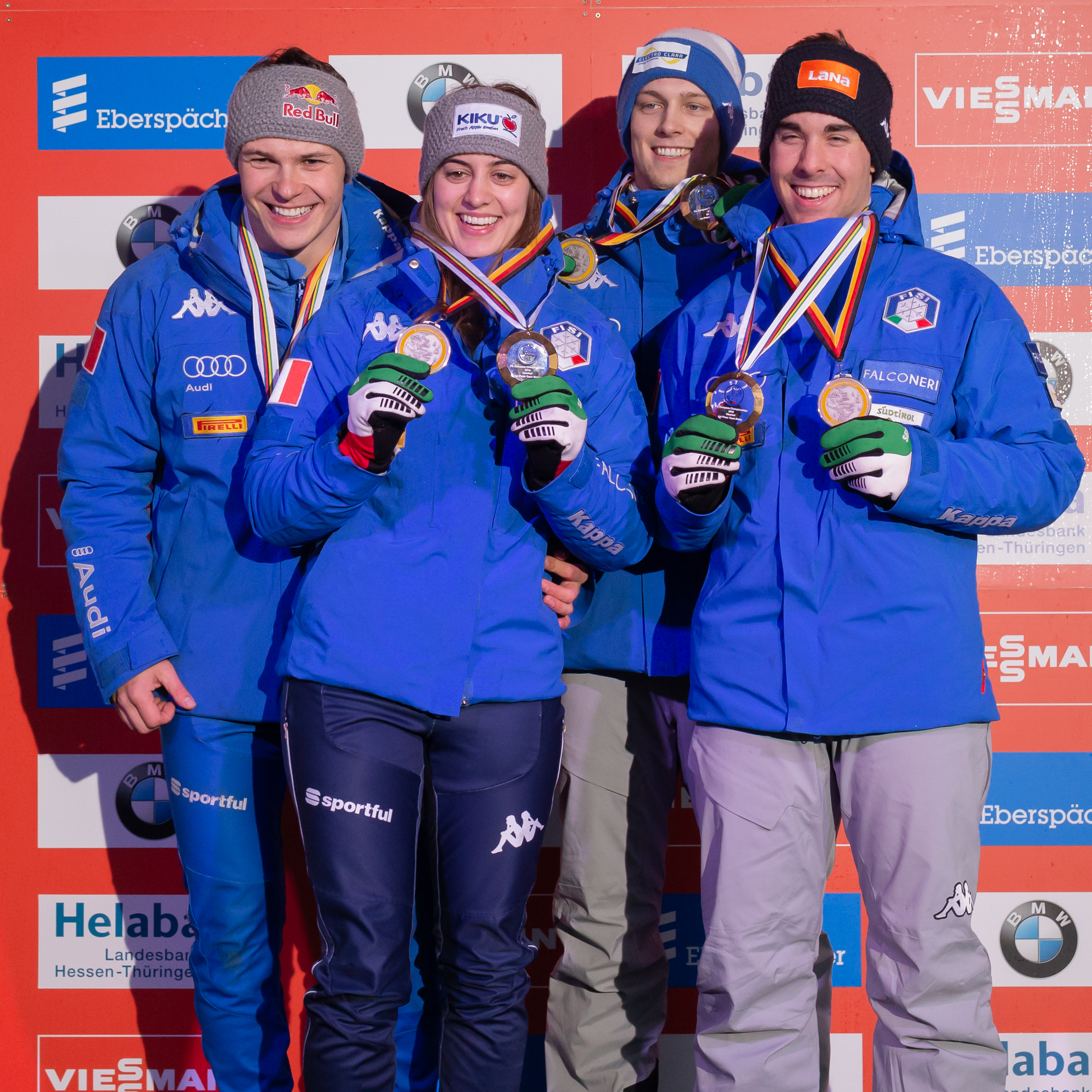
il quartetto azzurro (Fischnaller, Vötter, Nagler e Malleier) in festa dopo la cerimonia di premiazione

| Pos. | Squadra  | Atleti                                                                   | Tempo    | Distacco |
| ---- | -------- | ------------------------------------------------------------------------ | -------- | -------- |
|      | Italia   | Andrea Vötter Dominik Fischnaller Ivan Nagler / Fabian Malleier          | 2'22"827 |          |
|      | Germania | Natalie Geisenberger Johannes Ludwig Tobias Wendl / Tobias Arlt          | 2'22"943 | +0"116   |
|      | Lettonia | Elīza Cauce Inārs Kivlenieks Andris Šics / Juris Šics                    | 2'23"256 | +0"429   |
| 4    | Austria  | Madeleine Egle David Gleirscher Thomas Steu / Lorenz Koller              | 2'23"628 | +0"801   |
| 5    | Russia   | Tat'jana Ivanova Semën Pavličenko Aleksandr Denis'ev / Vladislav Antonov | 2'23"664 | +0"837   |
| 6    | Polonia  | Ewa Kuls-Kusyk Mateusz Sochowicz Wojciech Chmielewski / Jakub Kowalewski | 2'24"703 | +1"876   |
| 7    | Ucraina  | Olena Stec'kiv Anton Dukač Ihor Stachiv / Andrij Lysec'kyj               | 2'25"264 | +2"437   |

## Medagliere
| Posizione | Nazione  | Oro | Argento | Bronzo | Totale |
| --------- | -------- | --- | ------- | ------ | ------ |
| 1         | Germania | 2   | 3       | 1      | 6      |
| 2         | Russia   | 1   | 1       | 0      | 2      |
| 3         | Italia   | 1   | 0       | 0      | 1      |
| 4         | Lettonia | 0   | 0       | 3      | 3      |
| Totale    | Totale   | 4   | 4       | 4      | 12     |